# CRCP
CRCP (англ. CGRP receptor component) – білок, який кодується однойменним геном, розташованим у людей на короткому плечі 7-ї хромосоми. Довжина поліпептидного ланцюга білка становить 148 амінокислот, а молекулярна маса — 16 871.
| 10         |  | 20         |  | 30         |  | 40         |  | 50         |
| ---------- |  | ---------- |  | ---------- |  | ---------- |  | ---------- |
| MEVKDANSAL |  | LSNYEVFQLL |  | TDLKEQRKES |  | GKNKHSSGQQ |  | NLNTITYETL |
| KYISKTPCRH |  | QSPEIVREFL |  | TALKSHKLTK |  | AEKLQLLNHR |  | PVTAVEIQLM |
| VEESEERLTE |  | EQIEALLHTV |  | TSILPAEPEA |  | EQKKNTNSNV |  | AMDEEDPA   |

A: Аланін

C: Цистеїн

D: Аспарагінова кислота

E: Глутамінова кислота

F: Фенілаланін

G: Гліцин

H: Гістидин

I: Ізолейцин

K: Лізин

L: Лейцин

M: Метіонін

N: Аспарагін

P: Пролін

Q: Глутамін

R: Аргінін

S: Серин

T: Треонін

V: Валін

Задіяний у таких біологічних процесах, як імунітет, вроджений імунітет, транскрипція, противірусний захист, альтернативний сплайсинг. 
Локалізований у клітинній мембрані, ядрі, мембрані.